# 克里斯蒂娜·洛維拉
克里斯蒂娜·洛維拉（1996年10月1日—）是一名安道爾田徑運動員，曾代表國家參加2012年倫敦奧運的田徑女子100米比賽，並未獲得獎牌。

## 外部連結
- 克里斯蒂娜·洛維拉在的頁面